# Gynoplistia galbraithae
Gynoplistia galbraithae är en tvåvingeart som beskrevs av Alexander 1929. Gynoplistia galbraithae ingår i släktet Gynoplistia och familjen småharkrankar. Inga underarter finns listade i Catalogue of Life.